# Lemmings (2006)
Lemmings ist ein Denkspiel von Team17. Das Spiel erschien am 23. Mai 2006 für die PlayStation Portable. Es handelt sich um ein Remake des gleichnamigen Spiels von 1991.

## Spielprinzip
Der Spieler muss in jedem Level eine Horde von bis zu 100 Lemmingen von einem Eingang zu einem Ausgang führen. Die PSP-Version enthielt alle 120 Level des Originalspiels sowie 36 neue Level. Es gab auch einen Benutzerlevel-Editor. Jedes Level im Spiel war eine vorgerenderte 3D-Landschaft. Man konnte die selbst erstellten Level online hochladen.

## Veröffentlichung
Im Oktober 2006 wurde das Spiel vom Entwickler Rusty Nutz für die PlayStation 2 unter Verwendung von EyeToy veröffentlicht. Während der Spieler vom EyeToy aufgezeichnet wird, muss man seine Arme bewegen, um den Lemmingen zu helfen. Außerdem veröffentlichte Team17 das Spiel 2007 für PlayStation 3 zum Download über das PlayStation Network. Diese Version enthält grafische Verbesserungen, aber es können keine Level online veröffentlicht werden.

## Rezeption
Die PSP-Version erhielt allgemein positive Kritiken, während die PS3-Version des Spiels durchschnittliche Kritiken erhielt. Die PSP-Version hatte auf Metacritic eine Punktzahl von 76/100, die PS3-Version hatte 59/100 Punkte. IGN gab der PSP-Version des Spiels 7,8/10 Punkte. Die Kritiker lobten die Grafik und die Langlebigkeit des Spiels, aber der Sound vom Spiel wurde kritisiert. Die PS3-Version erhielt eine Punktzahl von 7,5/10. GameSpot bewertete die PSP-Version des Spiels mit 8/10 und lobte die ausgefeilte Grafik und den Sound, sowie den Level-Design und die Online-Funktion. Die PS3-Version erhielt eine etwas niedrigere Wertung, da der Leveleditor und die Online-Funktionen der PSP-Version fehlten.